# Slatkovina
Slatkovina (lat. Hedysarum) je rod dvbogodišnjeg raslinja, trajnica i grmova iz porodice mahunarki (tribus Galegeae). Pripada mu 216 vrsta iz Euroazije i Sjeverne Amerike zapadne Azije.
U Hrvatskoj raste nekoliko vrsta: krunasta slatkovina ili talijanska kokošja glava (H. coronarium), planinska slatkovina (H. hedysaroides) i trnićava slatkovina (H. spinosissimum)

## Vrste
1. Hedysarum acutifolium Bajtenov
2. Hedysarum alaicum B.Fedtsch.
3. Hedysarum alamutense Nafisi & Kaz.Osaloo
4. Hedysarum algidum L.Z.Shue ex P.C.Li
5. Hedysarum alii H.Ali & Qaiser
6. Hedysarum alpinum L.
7. Hedysarum al-shehbazii Ranjbar
8. Hedysarum amankutanicum B.Fedtsch.
9. Hedysarum anatolicum Amirahm. & Kaz.Osaloo
10. Hedysarum angrenicum Korotkova
11. Hedysarum antitauricum Hub.-Mor. & Yurdak.
12. Hedysarum argyreum Greuter & Burdet
13. Hedysarum argyrophyllum Ledeb.
14. Hedysarum armenium Boiss. & Tchich.
15. Hedysarum astragaloides Benth. ex Baker
16. Hedysarum atropatanum Bunge ex Boiss.
17. Hedysarum aucheri Boiss.
18. Hedysarum austrokurilense (N.S.Pavlova) N.S.Pavlova
19. Hedysarum balchanense Boriss.
20. Hedysarum baldshuanicum B.Fedtsch.
21. Hedysarum bectauatavicum Bajtenov
22. Hedysarum bellevii (Prain) Bornm.
23. Hedysarum biebersteinii Chrtková
24. Hedysarum bordzilovskyi Grossh.
25. Hedysarum boreale Nutt.
26. Hedysarum boveanum Bunge ex Basiner
27. Hedysarum brachypterum Bunge
28. Hedysarum brahuicum Boiss.
29. Hedysarum branthii Trautv. & C.A.Mey.
30. Hedysarum brigantiacum Bourn., Chas & Kerguélen
31. Hedysarum bucharicum B.Fedtsch.
32. Hedysarum cachemirianum Benth. ex Baker
33. Hedysarum callithrix Bunge ex Boiss.
34. Hedysarum campylocarpon H.Ohashi
35. Hedysarum candidissimum Freyn
36. Hedysarum candidum M.Bieb.
37. Hedysarum cappadocicum Boiss.
38. Hedysarum caucasicum M.Bieb.
39. Hedysarum chaitocarpum Regel & Schmalh. ex Regel
40. Hedysarum chalchorum N.Ulziykh.
41. Hedysarum chantavicum Popov ex Bajtenov
42. Hedysarum cisbaicalense Malyschev
43. Hedysarum cisdarvasicum Kamelin & Karimova
44. Hedysarum citrinum Baker f.
45. Hedysarum coelesyriacum Sam. ex Rech.f.
46. Hedysarum consanguineum DC.
47. Hedysarum cretaceum Fisch. ex DC.
48. Hedysarum criniferum Boiss.
49. Hedysarum cumuschtanicum Sultanova
50. Hedysarum cuonanum P.L.Liu, J.Wen & Zhao Y.Chang
51. Hedysarum cyprium Boiss.
52. Hedysarum daghestanicum Rupr.
53. Hedysarum dahuricum (Turcz.) Turcz. ex B.Fedtsch.
54. Hedysarum damghanicum Rech.f.
55. Hedysarum daraut-kurganicum Sultanova
56. Hedysarum dasycarpum Turcz.
57. Hedysarum dazkiriense Aytac & T.Ertugrul
58. Hedysarum dededaghense Govaerts
59. Hedysarum dentatoalatum K.T.Fu
60. Hedysarum denticulatum Regel
61. Hedysarum dmitrievae Bajtenov
62. Hedysarum drobovii Korotkova
63. Hedysarum duruae Yild.
64. Hedysarum elymaiticum Boiss. & Hausskn.
65. Hedysarum enaffae Sultanova
66. Hedysarum erythroleucum Boiss.
67. Hedysarum erzurumianum Govaerts
68. Hedysarum falconeri Baker
69. Hedysarum fallacinum Rech.f. & Aellen
70. Hedysarum farinosum Parsa
71. Hedysarum ferganense Korsh.
72. Hedysarum fistulosum Hand.-Mazz.
73. Hedysarum flavescens Regel & Schmalh. ex Regel
74. Hedysarum formosum Fisch. & C.A.Mey. ex Basiner
75. Hedysarum garinense Dehshiri & Maassoumi
76. Hedysarum glabrifoliolatum Ranjbar
77. Hedysarum gmelinii Ledeb.
78. Hedysarum grandiflorum Pall.
79. Hedysarum gypsaceum Korotkova
80. Hedysarum gypsophilum Dehshiri
81. Hedysarum halophilum Bornm. & Gauba
82. Hedysarum hasanyildirimii Yild.
83. Hedysarum hedysaroides (L.) Schinz & Thell.
84. Hedysarum hemithamnoides Korotkova
85. Hedysarum hirtifoliolum B.H.Choi
86. Hedysarum huetii Boiss.
87. Hedysarum hyrcanum Bornm. & Gauba
88. Hedysarum ibericum M.Bieb.
89. Hedysarum iliense B.Fedtsch.
90. Hedysarum inundatum Turcz.
91. Hedysarum iomuticum B.Fedtsch.
92. Hedysarum issykkulense Nikitina
93. Hedysarum jaxarticoides Y.Liu ex R.Sha
94. Hedysarum jaxarticum Popov
95. Hedysarum jinchuanense L.Z.Shue
96. Hedysarum kamcziraki Karimova
97. Hedysarum karataviense B.Fedtsch.
98. Hedysarum ketenoglui Basköse, Yaprak & Akyildirim
99. Hedysarum kirghisorum B.Fedtsch.
100. Hedysarum kolenatii K.Koch
101. Hedysarum kopetdaghi Boriss.
102. Hedysarum korshinskyanum B.Fedtsch.
103. Hedysarum kotschyi Boiss.
104. Hedysarum krylovii Sumn.
105. Hedysarum kulikovii Knjaz.
106. Hedysarum kumaonense Benth. ex Baker
107. Hedysarum latibracteatum N.S.Pavlova
108. Hedysarum lehmannianum Bunge
109. Hedysarum limitaneum Hand.-Mazz.
110. Hedysarum lintschevskyi Bajtenov
111. Hedysarum lipskianum L.I.Vassiljeva
112. Hedysarum longidens Schischk.
113. Hedysarum longigynophorum C.C.Ni
114. Hedysarum macedonicum Bornm.
115. Hedysarum macrocarpum Korotkova ex Kovalevsk.
116. Hedysarum magnificum Kudr.
117. Hedysarum maitlandianum Aitch. & Baker
118. Hedysarum malacophyllum Link
119. Hedysarum malatyanum Govaerts
120. Hedysarum malurense Rech.f.
121. Hedysarum manaslense (Kitam.) H.Ohashi
122. Hedysarum marandense Mozaff., Akrami & Maassoumi
123. Hedysarum membranaceum Coss. & Balansa
124. Hedysarum microcalyx Baker
125. Hedysarum micropterum Bunge ex Boiss.
126. Hedysarum mindshilkense Bajtenov
127. Hedysarum minjanense Rech.f.
128. Hedysarum minussinense B.Fedtsch.
129. Hedysarum mogianicum (B.Fedtsch.) B.Fedtsch.
130. Hedysarum monophyllum Boriss.
131. Hedysarum nagarzense C.C.Ni
132. Hedysarum nallihanse Aytac, Kaptaner Igci & Körüklü
133. Hedysarum narynense Nikitina
134. Hedysarum naudinianum Coss. & Durieu
135. Hedysarum neglectum Ledeb.
136. Hedysarum neyshaboricum Ranjbar
137. Hedysarum nikolai Kovalevsk.
138. Hedysarum nitidum Willd.
139. Hedysarum nonnae Roskov
140. Hedysarum nuratense Popov
141. Hedysarum occidentale Greene
142. Hedysarum olgae B.Fedtsch.
143. Hedysarum omissum Korotkova ex Kovalevsk.
144. Hedysarum ovczinnikovii Karimov ex Kovalevsk.
145. Hedysarum pallidiflorum Pavlov
146. Hedysarum pannosum (Boiss.) Boiss.
147. Hedysarum papillosum Boiss.
148. Hedysarum paucifoliolatum Ranjbar & Olanj
149. Hedysarum pavlovii Bajtenov
150. Hedysarum perrauderianum Coss. & Durieu
151. Hedysarum pestalozzae Boiss.
152. Hedysarum petrovii Yakovlev
153. Hedysarum plumosum Boiss. & Hausskn.
154. Hedysarum pogonocarpum Boiss.
155. Hedysarum polybotrys Hand.-Mazz.
156. Hedysarum poncinsii Franch.
157. Hedysarum popovii Korotkova
158. Hedysarum praticolum Rech.f.
159. Hedysarum pseudastragalus Ulbr.
160. Hedysarum pseudomicrocalyx H.Ohashi & Tateishi
161. Hedysarum pskemense Popov ex B.Fedtsch.
162. Hedysarum pycnostachyum Hedge & Hub.-Mor.
163. Hedysarum razoumowianum Helm & Fisch. ex DC.
164. Hedysarum renzii Rech.f.
165. Hedysarum roseum Sims
166. Hedysarum sachalinense B.Fedtsch.
167. Hedysarum sajanicum N.Ulziykh.
168. Hedysarum sangilense Krasnob. & Timokhina
169. Hedysarum santalaschi B.Fedtsch.
170. Hedysarum sauzakense Rech.f. & Köie
171. Hedysarum schellianum Knjaz.
172. Hedysarum semenowii Regel & Herder
173. Hedysarum sericatum Kitam.
174. Hedysarum setigerum Turcz. ex Fisch. & C.A.Mey.
175. Hedysarum setosum Vved.
176. Hedysarum sewerzovii Bunge ex Regel
177. Hedysarum shahjinalense H.Ali & Qaiser
178. Hedysarum sikkimense Benth. ex Baker
179. Hedysarum singarense Boiss. & Hausskn.
180. Hedysarum songaricum Bong.
181. Hedysarum splendens Fisch. ex DC.
182. Hedysarum sulphurescens Rydb.
183. Hedysarum sultanovae Lazkov
184. Hedysarum sunhangii Juram. & Tojibaev
185. Hedysarum syriacum Boiss.
186. Hedysarum taipeicum (Hand.-Mazz.) K.T.Fu
187. Hedysarum talassicum Nikitina & Sultanova
188. Hedysarum tanguticum B.Fedtsch.
189. Hedysarum taoriparium B.H.Choi & H.Ohashi
190. Hedysarum tarbagataicum Knjaz.
191. Hedysarum taschkendicum Popov
192. Hedysarum tauricum Willd.
193. Hedysarum theinum Krasnob.
194. Hedysarum thiochroum Hand.-Mazz.
195. Hedysarum tibeticum (Benth.) B.H.Choi & H.Ohashi
196. Hedysarum tongtianhense (Y.H.Wu) Y.H.Wu
197. Hedysarum trigonomerum Hand.-Mazz.
198. Hedysarum tschuense Pjak & A.L.Ebel
199. Hedysarum turcicum Hamzaoglu & Koç
200. Hedysarum turkestanicum Regel & Schmalh. ex Regel
201. Hedysarum ucrainicum Kaschm.
202. Hedysarum ulutavicum Knjaz.
203. Hedysarum vanense Hedge & Hub.-Mor.
204. Hedysarum varium Willd.
205. Hedysarum vicioides Turcz.
206. Hedysarum villosissimum Knjaz.
207. Hedysarum volkii Rech.f.
208. Hedysarum wakhanicum Podlech & O.Anders
209. Hedysarum wangii P.L.Liu & Zhao Y.Chang
210. Hedysarum wrightianum Aitch. & Baker
211. Hedysarum xichuanicum Y.H.Wu
212. Hedysarum xizangensis C.C.Ni
213. Hedysarum yilmazunalii Kandemir, F.Yildiz & H.I.Türkoglu
214. Hedysarum yinshanicum Y.Z.Zhao
215. Hedysarum yushuensis Y.H.Wu
216. Hedysarum zundukii Peschkova
217. Hedysarum ×polychromum Kulikov
218. Hedysarum ×smirnovii Knjaz.
219. Hedysarum ×tscherkassovae Knjaz.